# Emil Walter (Fischereibiologe)
Emil Walter (* 29. Oktober 1868 in Bernburg, Herzogtum Anhalt; † 23. Mai 1940 in Sprakensehl, Provinz Hannover) war ein deutscher Fischereibiologe. Er befasste sich vor allem mit der Teichwirtschaft.

## Leben
Walter stammte aus Bernburg und wurde 1893 an der Universität Halle-Wittenberg mit einer Arbeit über Saugwürmer promoviert. Er erforschte zunächst die Teichdüngung und Fütterung der Besatzfische. 1901 übernahm er kurzzeitig die Leitung einer teichwirtschaftlichen Versuchsstation in Trachenberg, Schlesien.
Ab 1903 war Walter Mitarbeiter, von 1919 bis 1933 Hauptschriftleiter der Fischerei-Zeitung, die seit 1898 im Verlag Neumann in Neudamm/Neumark erschien. Das Amt übernahm er von Wilhelm Dröscher und Bodo Grundmann. Auch nach dem mit seinem Alter begründeten Ausscheiden 1933 blieb er für die fischereilichen Fachbeiträge des Blattes zuständig. Von 1923 bis 1934 leitete er die Teichwirtschaftliche Versuchsstation Wielenbach, das nach seinem Gründer Bruno Hofer so genannte „Hofer-Institut“, dessen Forschungsergebnisse er u. a. in der Sammlung fischereilicher Zeitfragen veröffentlichte.
Walter blieb auch von seinem Alterssitz in Ballenstedt im Harz, zuletzt von Sprakensehl aus publizistisch aktiv. Sein Beitrag Grundlagen der allgemeinen fischereilichen Produktionslehre im Handbuch der Binnenfischerei Mitteleuropas von 1934 galt in einem Nachruf als sein „teichwirtschaftliches Vermächtnis“ und „einzigartig in der Welt“.

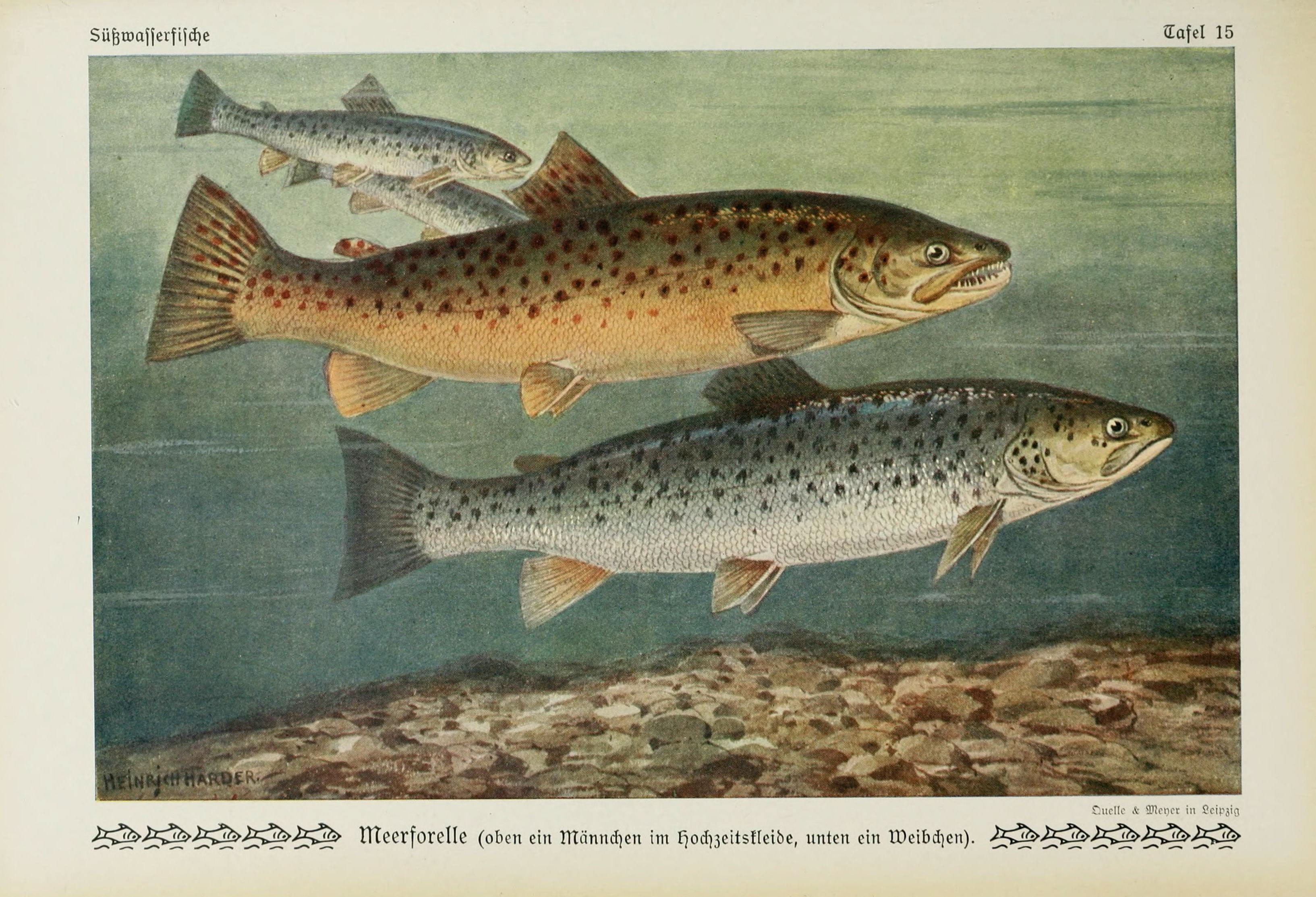
Bildtafel aus Walters Buch „Unsere Süßwasserfische“, 1913

## Veröffentlichungen (Auswahl)
- Untersuchungen über den Bau der Trematoden. Monostomum tigonocephalum Rud., reticulare van Beneden, proteus Brandes, Diss. Halle an der Saale 1893, auch in: Zeitschrift für wissenschaftliche Zoologie, Band 56 (1893), S. 189–235, online, abgerufen am 5. Januar 2023
- Die Fischerei als Nebenbetrieb des Landwirtes und Forstmannes, Neumann Verlag, Neudamm 1903
- Die Schleienzucht. Anweisung zur Zucht und Pflege der Schleie in Teichen, Tümpeln und Seen. Neumann Verlag, Neudamm 1904
- Der Flußaal. Eine biologische und fischereiwirtschaftliche Monographie. Neumann Verlag, Neudamm 1910
- Die Bewirtschaftung des Forellenbachs. Eine Anleitung zur Pflege der Bachforelle in freien Gewässern für Berufs- und Sportfischer, Forst- und Landwirte. Neumann Verlag, Neudamm 1912
- Einführung in die Fischkunde unserer Binnengewässer mit besonderer Berücksichtigung der biologisch und fischereiwirtschaftlich wichtigen Arten. Quelle und Meyer, Leipzig 1913
- Unsere Süßwasserfische. Eine Übersicht über die heimische Fischfauna nach vorwiegend biologischen und fischereiwirtschaftlichen Gesichtspunkten. Quelle und Meyer, Leipzig 1913
- Der Hecht. Seine wirtschaftliche Bedeutung in unseren Gewässern und seine Vermehrung. Neumann Verlag, Neudamm 1921, online, abgerufen am 5. Januar 2023
- Grundlagen der allgemeinen fischereilichen Produktionslehre einschließlich ihrer Anwendung auf die Fütterung. In: Handbuch der Binnenfischerei Mitteleuropas, Band 4, Lieferung 5, Schweizerbart, Stuttgart 1934, S. 484–622
- (mit Viktor Burda): Grundlagen der Karpfenzucht, Neumann Verlag, Neudamm 1935
- Die Versuche der bayerischen teichwirtschaftlichen Versuchsstation Wielenbach, in Sammlung fischereilicher Zeitfragen, Neumann Verlag, Neudamm, 6 Ausgaben 1925 bis 1934